# 안토니우 그로수
안토니우 그로수(브라질 포르투갈어: Antonio Grosso, 1935년 ~ 2018년)는 브라질의 판화가이자 교육자이다. 

## 생애
안토니우 그로수는 1935년 12월 23일 브라질 히우지자네이루에서 태어났다. 히우지자네이루 국립미술대학(Escola Nacional de Belas Artes)에서 공부했다. 동판화, 석판화, 그라비어 인쇄 등 다양한 판화 방식으로 작업했고, 1995년 SESC에서 발간된 세 권의 인터뷰 책 <오늘날 브라질의 그라비어 인쇄: 구술채록>에 인터뷰 대상자 중 한 명으로 자신의 목소리를 남긴 그는 브라질에서 가장 중요한 예술가 중 한 명으로 기록되고 있다.

## 활동

### 작가 활동
1959년 국립미술학교에서 처음으로 그룹전에 참가하기 시작했다. 1961년 유네스코가 후원하고 국제조형예술협회 프랑스 위원회가 주최한 파리 세계청년화가대회에 브라질 대표로 참가했다.  같은 프로그램에 참가했던 한국대표 박서보를 통해 1962년 조선일보가 주최한 제6회 현대작가초대미술제에 초대되어 한국에서 작품을 선보이기도 했다. 1963년부터 리우데자네이루를 중심으로 개인전을 열었고, 다양한 그룹전 및 판화 관련 비엔날레에 브라질 대표로도 참가했다. 1960년대와 1970년대에는 국내 및 해외에서 다양한 그룹전에 참여했다. 고이아스(Goiás)에서 열린 제3회 조형미술대회에서 수상도 했고ㅡ 1978년에는 로마에서 열린 제1회 이탈리아-라틴아메리카 그래픽 기술 비엔날레(the Italo-Latin American Biennial of Graphic Technology)에 브라질 대표로도 참석했다. 쿠리치바 시립판화미술관(Museu da Gravura Cidade de Curitiba)에 작품들이 소장되어 있다.

### 교육 활동
1970년대에는 이스피리투산투 연방대학교(Universidade Federal do Espírito Santo) 예술센터, 바이아 현대미술관(Museu de Arte Moderna da Bahia) 등의 여러 기관에서 석판화를 가르쳤고, 마라냥(Maranhão) 미술학교, 브라질리아 대학교(UnB, Universidade de Brasília), 벨루오리존치(Belo Horizonte)의 미술대학(Escola Guignard)등에서 석판화를 가르치거나 교육과정을 만들었다. 1872년부터 1986년까지는 리우데자네이루 국립미술대학교에 석판화과 교수로 재직했다. 
1980년대에는 UFRJ 미술대학교(School of Fine Arts of UFRJ)에서 종이 미술 보존학 관련해 교육을 담당하며 남은 기간 내내 그 분야의 정립에 헌신했다. 리우데자네이루의 후이 바르보자 재단 센터(Casa de Rui Barbosa Foundation), 리우데자네이루 연방대학교, 리우데자네이루 역사박물관 등에서도 보존학 관련 수업을 담당했다. 

## 같이 보기
- 브라질 SESC(Social Service of Commerce)
- 리우데자네이루 국립미술대학
- 브라질 미술자료 검색